# Acanthurus bahianus
Acanthurus bahianus là một loài cá biển thuộc chi Acanthurus trong họ Cá đuôi gai. Loài cá này được mô tả lần đầu tiên vào năm 1855.

## Từ nguyên
Danh pháp của loài cá này, bahianus, được đặt theo tên của nơi đầu tiên phát hiện ra chúng, bang Bahia, Brasil.

## Phân loại
Trước đây, A. bahianus được xem là loài có phạm vi phân bố trải dài từ Bắc Đại Tây Dương (bang Massachusetts, Hoa Kỳ và Bermuda) đến Tây Nam Đại Tây Dương (Brasil), bao gồm các hòn đảo ở Trung Đại Tây Dương. Tuy nhiên, quần thể A. bahianus ở Bắc Đại Tây Dương lại có sự khác biệt về hình thái với quần thể ở Trung và Tây Nam Đại Tây Dương. Ngoài ra, sự khác biệt về mặt di truyền học giữa hai quần thể này đã cho thấy, đây là những quần thể của hai loài riêng biệt.
Danh pháp A. bahianus sau đó vẫn được giữ lại để chỉ những quần thể ở Trung và Nam Đại Tây Dương; còn những quần thể ở Bắc Đại Tây Dương được mô tả dưới danh pháp Acanthurus tractus, trước đây được cho là danh pháp đồng nghĩa của A. bahianus.

## Phạm vi phân bố và môi trường sống
A. bahianus có phạm vi phân bố giới hạn ở Trung Đại Tây Dương. Loài cá này được ghi nhận ở ngoài khơi bờ biển Brasil, trải dài từ bang Maranhão đến bang Santa Catarina, bao gồm những hòn đảo xa bờ như Fernando de Noronha, đảo san hô Rocas, đảo Trindade; cũng như cụm đảo Ascension và Saint Helena.
A. bahianus sống gần các rạn san hô viền bờ, trên những khu vực có nền đáy là đá sỏi xen lẫn cát, ở độ sâu đến 40 m.

## Mô tả
Chiều dài cơ thể tối đa được ghi nhận ở A. bahianus là 38 cm. Loài cá này có một mảnh xương nhọn chĩa ra ở mỗi bên cuống đuôi tạo thành ngạnh sắc, là đặc điểm của họ Cá đuôi gai.
Cơ thể của A. bahianus có màu nâu lục hoặc màu vàng nâu. Một dải sọc màu xanh lam từ mắt chạy dài xuống đến mõm. Phía sau mắt có những vạch xanh lam bao quanh. Vây hậu môn có viền màu xanh ánh kim ở rìa.
Vây lưng của A. bahianus có viền màu cam (hơi đỏ) ở rìa, và rìa vây đuôi có dải viền màu vàng, khác hoàn toàn so với Acanthurus tractus.

## Sinh thái
Thức ăn của A. bahianus là các loại tảo sợi, đôi khi chúng ăn cả cỏ biển và tảo cát. A. bahianus có thể sống đơn độc (thường là cá con chưa trưởng thành) hoặc hợp thành đàn lớn với mật độ đông đúc (đối với cá trưởng thành), và chúng lại không sống theo cặp hoặc thành một nhóm hậu cung.